# Montargis
Montargis là một xã trong tỉnh Loiret, thuộc vùng hành chính Centre-Val de Loire của nước Pháp, có dân số là 15.030 người (thời điểm 1999).

## Các thành phố kết nghĩa
- Greven, Đức
- Crowborough, Vương quốc Anh

## Những người con của thành phố
- Anne Louis Girodet-Trioson, (1767 - 1824), họa sĩ